# Майор (фільм)
«Майор» — російська кримінальна драма 2013 року режисера та сценариста Юрія Бикова. У головній ролі — Денис Шведов.

## Зміст
У день довгоочікуваних пологів своєї дружини майор поліції Сергій Соболєв мчить в пологовий будинок у нестямі від щастя. На слизькій зимовій дорозі він на смерть збиває семирічного хлопчика на очах у нещасної матері. Перевищення швидкості, необережність і пішохідний перехід — докази очевидні, як і небажання молодого батька потрапити за ґрати. Майор використовує своє службове становище, щоб виправдати себе. Сам того не бажаючи, він запускає цілу низку смертей, зупинити яку вирішить занадто пізно.

## Ролі
| Актор           | Роль                                                |
| --------------- | --------------------------------------------------- |
| Денис Шведов    | майор поліції Сергій Соболєв                        |
| Ірина Низина    | мати збитої дитини Ірина Гуторова                   |
| Ілля Ісаєв      | старший лейтенант ГИБДД Анатолій Меркулов           |
| Дмитро Куличків | батько збитої дитини Гуторов                        |
| Борис Невзоров  | начальник РВВС полковник Олексій Павлович Панкратов |
| Юрій Биков      | товариш по службі Соболєва Павло Коршунов           |
| Кирило Полухін  | оперативник, старший лейтенант Микола Бурлаков      |
| Павло Басов     | прапорщик                                           |

## Нагороди та номінації
- 16-й Шанхайський міжнародний кінофестиваль
  - Приз За найкращий фільм
  - Приз За найкращу режисуру і За видатний художній внесок
- 66-й Каннський кінофестиваль — участь в «тижня критики».
- Кінофестиваль «Кінотавр-2013» — номінація на приз За найкращий фільм кінофестивалю.
- Фільм показали на Московському міжнародному кінофестивалі-2013, VII Міжнародному кінофестивалі «Дзеркало» імені Андрія Тарковського і на інших показах.
- XI Міжнародний кінофестиваль країн АТР «Меридіани Тихого» у Владивостоці — приз за найкращу чоловічу роль Денису Шведову.
- Приз «Новий жанр» (Nouveau Genre Award) кінофестивалю L'Étrange Festival 2013 (Франція). Приз заснований французьким телеканалом Canal+ Cinéma.
- Фільм переміг у номінації «Найбільш актуальне молодіжний сюжет» на V Московському відкритому фестивалі молодіжного кіно «Віддзеркалення» в Зеленограді (2013). Виконавець однієї з головний ролей Ілля Ісаєв отримав на фестивалі приз «Найкращий актор».
- Приз за найкращу режисуру 23-го фестивалю східноєвропейських фільмів в Котбусі, Німеччина (2013).
- 7-й фестиваль «Супутник над Польщею», Варшава — другий приз фестивалю з формулюванням За зворушливий, повний напруги образ дійсності, знятий згідно з найкращими зразкам жанру
- 32-й Міжнародний кінофестиваль «Фаджр» в Ірані — спеціальний приз журі
- Премія «Ніка» за найкращу чоловічу роль другого плану і номінація на премію «Ніка» за найкращу режисерську роботу (Юрій Биков).
- XXII кінофестиваль «Віват кіно Росії!» (Санкт-Петербург)
  - Приз за найкращу чоловічу роль (Юрій Биков)
  - Приз за найкращу операторську роботу (Кирило Клепалов)

## Створення
- Сам режисер Юрій Биков визнав, що на образ майора Соболєва вплинув відомий майор Денис Євсюков, який розстріляв кілька людей у московському супермаркеті «Острів».

## Знімальна група
- Режисер — Юрій Биков
- Сценарист — Юрій Биков
- Продюсер — Олексій Учитель+